# Luik-Bastenaken-Luik 1985
In 1985 werd op zondag 21 april de 71e editie verreden van de wielerwedstrijd Luik-Bastenaken-Luik. 
De Italiaan Moreno Argentin rekende in de eindsprint af met regerend wereldkampioen Claude Criquielion, die voor zijn thuispubliek reed, en de Ier Stephen Roche. Het was de eerste overwinning in een grote klassieker van de 24-jarige Argentin.
De wedstrijd maakte onderdeel uit van de Super Prestige Pernod, van 1985.

## Uitslag
| Plaats  | Naam               | Ploeg                   | tijd     |
| ------- | ------------------ | ----------------------- | -------- |
| Winnaar | Moreno Argentin    | Sammontana–Bianchi      | 6u37'00" |
| 2       | Claude Criquielion | Hitachi–Splendor–Sunair | z.t.     |
| 3       | Stephen Roche      | La Redoute              | z.t.     |
| 4       | Sean Kelly         | Skil–Sem–Kas–Miko       | + 0'16"  |
| 5       | Laurent Fignon     | Renault–Elf             | z.t.     |
| 6       | Guido Van Calster  | Ariostea–Oece           | z.t.     |
| 7       | Phil Anderson      | Panasonic–Raleigh       | z.t.     |
| 8       | Mario Beccia       | Malvor–Bottecchia       | z.t.     |
| 9       | Acácio da Silva    | Malvor–Bottecchia       | + 2'46"  |
| 10      | Steven Rooks       | Panasonic–Raleigh       | z.t.     |

1892 · 1893 · 1894 · 1895-1907 · 1908 · 1909 · 1910 · 1911 · 1912 · 1913 · 1914-1918 · 1919 · 1920 · 1921 · 1922 · 1923 · 1924 · 1925 · 1926 · 1927 · 1928 · 1929 · 1930 · 1931 · 1932 · 1933 · 1934 · 1935 · 1936 · 1937 · 1938 · 1939 · 1940-1942 · 1943 · 1944 · 1945 · 1946 · 1947 · 1948 · 1949 · 1950 · 1951 · 1952 · 1953 · 1954 · 1955 · 1956 · 1957 · 1958 · 1959 · 1960 · 1961 · 1962 · 1963 · 1964 · 1965 · 1966 · 1967 · 1968 · 1969 · 1970 · 1971 · 1972 · 1973 · 1974 · 1975 · 1976 · 1977 · 1978 · 1979 · 1980 · 1981 · 1982 · 1983 · 1984 · 1985 · 1986 · 1987 · 1988 · 1989 · 1990 · 1991 · 1992 · 1993 · 1994 · 1995 · 1996 · 1997 · 1998 · 1999 · 2000 · 2001 · 2002 · 2003 · 2004 · 2005 · 2006 · 2007 · 2008 · 2009 · 2010 · 2011 · 2012 · 2013 · 2014 · 2015 · 2016 · 2017 · 2018 · 2019 · 2020 · 2021 · 2022 · 2023 · 2024 · 2025